# Sylvie Richterová
Sylvie Richterová (Brno, 20 agosto 1945) è una scrittrice, poetessa e pedagogista ceca, autrice di prose sperimentali, romanzi, raccolte di poesia e saggi letterari.

## Biografia

### Brno e Praga
Sylvie Richterová è nata e cresciuta in Moravia, nella città di Brno nell'ex Cecoslovacchia. Dal 1963 ha vissuto a Praga, studiando lingue all’Università 17 novembre. Terminati gli studi nel 1967, ha conseguito, nel 1971, il dottorato in filosofia all’Università Carolina di Praga. Nel 1967 ha sposato il boemista italiano Sergio Corduas; nel 1968 è nata la figlia Milena. La famiglia ho vissuto a Brno, a Bratislava e a Praga. L’occupazione della Cecoslovacchia da parte del Patto di Varsavia nell’agosto 1968, la volontà di indipendenza e l’esilio rimandarono la sua entrata nella vita letteraria pubblica. Fino al 1971 ha lavorato come traduttrice, approfondendo gli studi di letteratura e l’estetica fuori dalle istituzioni, aiutata amichevolmente dal filosofo Robert Kalivoda e dal professor Oleg Sus.

### Italia
Verso la fine del 1971 si è trasferita a Roma insieme al marito e alla figlia. Si è iscritta alla Facoltà di Lettere e Filosofia dell’Università degli Studi La Sapienza mettendo al centro dei suoi studi letterature slave, in particolare quella ceca. Lì insegnava Angelo Maria Ripellino, poeta, critico teatrale e slavista il quale l’invitò, nel 1974, a collaborare all’insegnamento della lingua e letteratura ceca e slovacca.
Nel 1974 ha divorziato, ma ha deciso di rimanere in Italia, vista la durezza e la limitatezza del regime totalitario in Cecoslovacchia. Ogni manifestazione di libertà veniva repressa nel paese, in prigione si è trovata anche sua sorella Zuzana Richterová e, nel corso degli anni, diversi amici. A Roma è vissuta di traduzioni, ha ottenuto una borsa di studio del Consiglio Nazionale delle Ricerche (CNR) e ha lavorato all’Istituto di Filologia Slava della Facoltà di Lettere e Filosofia dell’Università La Sapienza. Ha lavorato saltuariamente anche per la televisione italiana, soprattutto a documentari sul dissenso nell'Europa dell'Est. Insieme al poeta e collega Enzo De Filippis ha scritto per alcuni programmi radiofonici sulla letteratura ceca.
Avendo acquisito fin dal 1967 la doppia cittadinanza, non ha perso il diritto (negato allora agli esuli), di rientrare in Cecoslovacchia. Grazie a questa libertà è diventata, negli anni settanta e ottanta, mediatrice tra esuli e dissidenti cecoslovacchi, collaborando in particolare con il giornalista e uomo politico Jiří Pelikán, direttore della rivista ceca in esilio Listy, la cui redazione si trovava a Roma e sulle cui pagine pubblicava con diversi pseudonimi. Col suo nome scriveva per altre riviste ceche in esilio: Svědectví/Témoignage diretta da Pavel Tigrid e Lettera Internazionale, diretta da Antonín Jaroslav Liehm, entrambe pubblicate a Parigi, e altri periodici cechi dell’emigrazione. Ha collaborato inoltre con diversi scrittori della diaspora ceca nell’Europa occidentale, tenendo i legami stretti e amichevoli con Jiří Kolář, Milan Kundera, Věra Linhartová, Antonín Brousek, Jiří Gruša, Jan Vladislav a Petr Král. La polizia dello Stato cecoslovacca non ha mai smesso di seguirla, sottoponendola a vari interrogatori e minacciandola.
I suoi libri scritti prima del 1989 sono tutti usciti in samizdat e in case editrici dell’emigrazione. Tra i suoi amici più vicini a Praga e a Brno si annoverano Sergej Machonin, Ludvík Vaculík, Jan Skácel, Miroslav Červenka, Josef Hiršal a Bohumila Grögerová. Nel 1987 Sylvie Richterová è riuscita a prendere parte a una riunione di scrittori cechi e slovacchi del dissenso organizzata nella casa di campagna di Václav Havel, a Hrádeček. L’importante obiettivo di riunire sul piano culturale e spirituale l’Europa tragicamente divisa costituisce il denominatore comune del suo lavoro di scrittrice e di docente, non solo nella la sua opera letteraria ma anche nella partecipazione a numerosi eventi. A partire dagli anni novanta, dopo la caduta dei regimi totalitari nell’est Europeo, Sylvie Richterová vive una parte dell’anno a Praga e una a Roma (a Trevignano Romano). Scrive in ceco e in italiano (in particolare la saggistica).

### Università
Negli 1974 – 2009 ha lavorato come docente nelle Università di Roma, Padova, Viterbo e ancora di Roma, in qualità di borsista, ricercatrice, professore associato e ordinario. I primi saggi letterari risalgono agli anni settanta (sulla poesia di J. Prévert, su Věra Linhartová), pubblicati sulle riviste Strumenti critici e Ricerche slavistiche. I suoi studi sulla letteratura ceca si trovano su periodici italiani, francesi, tedeschi ecc. Ha partecipato a colloqui e conferenze organizzati da diverse università (Padova, Napoli, Trento, Pisa, Firenze, Parigi, Berlino, Bruxelles e, a partire dagli anni novanta, da università ceche e slovacche.

### Onorificenze
- 1994 Premio Fondazione Thesaurus della Letteratura Ceca (Nadace Český literární fond) per la prosa.[1]
- 2009 Dottorato honoris causa di Jihočeská univerzita di České Budějovice[2]
- 2016 Premio Fondazione Thesaurus della Letteratura Ceca (Nadace Český literární fond) dell’anno 2015 per Saggi di letteratura ceca

## Opere letterarie

### Prosa
Nel 1975 ha ultimato a Roma il primo volume di prosa, Návraty a jiné ztráty (Ritorni e altre perdite), diffuso in Cecoslovacchia in samizdat a partire dal 1977 a cura di Sergej Machonin e Drahoslava Janderová, nell’importante collana diretta da Ludvík Vaculík, Edice Petlice. L’anno successivo il volume è stato pubblicato da Josef Škvorecký nella Sixty-Eight Publishers di Toronto, più tardi è stato tradotto in francese. Le prime opere narrative di Sylvie Richterová vengono definite "sperimentali" in quanto trasgrediscono i canoni narrativi tradizionali collegandosi invece alla ricerca di nuove forme romanzesche portate avanti nel Novecento da Broch e Musil. Sono romanzi nati grazie a una particolare alchimia dei tempi, dei luoghi e degli incontri. La composizione rispecchia processi di riflessione, di ricordi e di ritorni nel tempo e nello spazio; gli eventi vengono illuminati progressivamente e da diverse angolazioni. Il romanzo Každá věc ať dospěje na své místo ("Che ogni cosa arrivi al suo posto") si estende su un ampio arco temporale, dalla seconda guerra mondiale fino all’inizio del terzo millennio. Le domande che pone riguardano la banalità dell’assurdo sociale, la partecipazione sia cosciente che inconscia al male nella vita quotidiana. Invece di esprimere giudizi morali, presenta una fenomenologia espressiva di assurdità concrete, “naturali” eppure patogene e patologiche, spesso al confine tra il riso e il pianto. Una composizione originale evoca il principio dei “frattali” consegnando al lettore un mosaico dinamico di grandi inquadrature e di significativi particolari. Elementi magici e fiabeschi si insinuano tra quelli realistici e storici. Le sorti dei personaggi propone domande esistenziali ed etiche il cui senso va al di là del dato quadro storico.

### Poesia
Tre raccolte di versi e poesie sparse su riviste dagli anni ottanta costituiscono una parte minore ma importante dell’opera di Sylvie Richterová, un polo intenso e originale scaturito da esperienze esistenziali, estetiche e spirituali.

### Saggi
I quattro volumi dei suoi saggi sono dedicati in prevalenza alla letteratura ceca moderna. Essi mettono a fuoco aspetti essenziali ma finora sfuggenti o poco valorizzati, ad esempio la fenomenologia dell’idiozia nell’opera di Jaroslav Hašek, autore delle Avventure del buon soldato Švejk, pericoli della disumanizzazione e della robotizzazione nelle distopie di Karel Čapek, la dimensione mistica nell’opera di Bohumil Hrabal o ancora quella esistenziale del linguaggio nelle prose di Věra Linhartová. Un altro tema centrale è il fenomeno della cecità semantica considerata fondamentale nelle questioni esistenziali dell’Europa del XX e del XXI secolo, in particolare nell'opera di Milan Kundera.
Come un genere letterario specifico viene trattato da Sylvie Richterová il diario, inteso come testimonianza oggettiva di un periodo storico, in particolare nelle opere di Jiří Kolář e di Ludvík Vaculík. I saggi mettono a fuoco anche le esperienze derivanti dal concreto contesto storico (aspetti metastorici della letteratura ceca, la diaspora, il samizdat, le ideologie, l’indipendenza dell’arte, la questione del centro e della periferia nella cultura, il poliglottismo). Non meno importanti sono le pagine dedicate a problemi di estetica: la dimensione etica nella letteratura, il fenomeno del riso e il suo valore noetico, il significato di categorie classiche come la bellezza, il bene e la verità nella società contemporanea. I saggi sulla poesia trattano fenomeni specifici come l’ossimoro, il silenzio o la polifonia. Tra i poeti studiati nei saggi figurano: Vladimír Holan, Jan Skácel, Jiří Kolář, Antonín Brousek, Petr Král, Ivan Wernisch, Petr Kabeš, Ivan Jirous, Miloslav Topinka.

### Narrativa
- Návraty a jiné ztráty, samizdat 1977; Toronto, Sixty Eight Publishers, 1978
- In francese: Retours et autres pertes, traduzione Nathalie Zanello, Paris, Ed. de Septembre, 1992. ISBN 2-87914-007-2[5]
- Rozptýlené podoby, (Figure dissipate) samizdat 1979; Praha, Mladá fronta, 1993 ISBN 80-204-0390-6
- Místopis, (Topografia) samizdat 1981; Köln am Rhein, Index, 1983, ISBN non esistente
- In italiano: Topografia, traduzione di Caterina Graziadei e dell’autrice, Roma, E/O, 1986, ISBN 88-7641-036-8
- In francese: Topographie, (Sylvie Richter), traduzione di Nathalie Zanello, Paris, Gallimard, 1992, ISBN 2-07-073157-X
- Slabikář otcovského jazyka, (Sillabario della lingua paterna) samizdat 1987.
- Slabikář otcovského jazyka (edizione ampliata, comprende Návraty a jiné ztráty, Místopis, Slabikář otcovského jazyka), Brno, Atlantis -Arkýř, 1991, ISBN 80-7108-022-5
- Druhé loučení, (Secondo addio), Praha, Mladá fronta, 1994, ISBN 80-204-0494-5
- In francese: Second adieu, (Sylvie Richter), traduzione di Nathalie Zanello, Paris, Gallimard, 1994, ISBN 2-07-074059-5[6][5]
- In bulgaro: Povtorno sbosuvanje, traduzione di Margarita Mladenova, Sofia, Heron Pres, 2005, ISBN 954-580-182-4
- In italiano: Il secondo addio, Miraggi, 2023
- Každá věc ať dospěje na své místo, Praha, Torst, 2014, ISBN 978-80-7215-475-3[7], Che ogni cosa trovi il suo posto, Mimesis, 2018 [8]
- In italiano: Che ogni cosa trovi il suo posto,  traduzione di Alessandra Mura, Mimesis Edizioni, 2018, ISBN 978-88-5754-693-3

### Poesia
- Neviditelné jistoty, (Certezze invisibili) samizdat, Praha, Artforum, 1994, ISBN 80-85271-16-8
- Čas věčnost, (Tempo eternità), Praha, Torst, 2003, ISBN 978-80-7215-475-3
- Slyšet obrazy, (Udire immagini), Praha, Malvern, 2018, ISBN 978-80-7530-132-1

### Saggistica
- Slova a ticho, (Parole e silenzio), postfazione di Květoslav Chvatík, München, Arkýř, 1986, ISBN 978-80-7215-475-3.
- Seconda edizione, Praha, Československý spisovatel, 1992, ISBN 80-202-0333-8
- Ticho a smích, (Silenzio e riso), Praha, Mladá fronta, 1997, ISBN 80-202-0333-8
- Místo domova, (Il luogo della dimora), Brno, Host, 2004, ISBN 80-7294-131-3
- Eseje o české literatuře, (Saggi di letteratura ceca), Praha, Pulchra, 2015, ISBN 978-80-7215-475-3[9]

### Bibliofilia
- Le brave soldat Chvéïk: le cliché et le non-sens comme expression d’un monde en dissolution, Gravures de J.-P.-Pincemin, Jean-Pierre Pincemin éditions, Authon-La-Plaine, 1989.

### Antologie di prosa e di poesia
- Generace 35-45, München, Arkýř, 1986. Odmítám dnes programově; Skrytý život knih, pp. 311-328, ISBN 3-922810-13-6
- Aus zwanzig Jahren Finsternis. Tschechische uns slowakische Erzählungen 1997-1990, a cura di Paul Kruntorad, Milan Jungmann, Josef Bžoch, Kinder und Tiere, pp. 228-236, Wien, Deutichcke, 1991, ISBN 3-216-07830-2
- Ich trage das Land, a cura di Barbara Neuwirth, Abc-Buch der Vatersprache, pp. 223-230, Klagenfurt, Wieser Verlag, 1996, ISBN 3-85129-148-4
- This Side of reality. Modern Czech Writing, a cura di Alexandra Büchler, Serpent’s Tale, Fear Trip, pp. 94-110, London-New York, 1996, ISBN 1-85242-378-1
- Europa erlesen. Mähren, a cura di Christa Rothmeier, Abc-Buch der Vatersprache, pp. 140-141, Klagenfurt, Wieser Verlag, 1997, ISBN 3-85129-218-9
- Tre tjeckiska författarinor: Zuzana Brabcová, Daniela Hodrová, Sylvie Richterová, prefazione Alice Jedličková, Stockholm, Charta 77-Stiftelsen, 1997, ISSN 0282-220 (WC · ACNP)
- Allskin and other Tales by contemporary czech women, a cura di Alexandra Büchler, Women in Translation, Sylvie Richter, Fragments and Likenesses, pp. 209-223, Seattle, 1998, ISBN 1-879679-11-6
- Wuhladko. Literarny almanach, a cura di Roźa Domašcyna. Druhe božemje, pp. 36-45, Budyšín, Domovina Verlag, 2003 ISBN 3-7420-1950-3
- Ber po' čem toužíš. Ze světla do tmy, ze tmy do světla, pp. 122-137, Nakladatelství Listen, 2006 ISBN 80-86526-20-8

### Traduzioni di Sylvie Richterova
- Jan Skácel, Il difetto delle pesche (Chyba broskví), Roma, Il pruno, 1981.
- Jiří Kolář, Opere postume del signor A, tradotto con Alessandra Mura, Altforteville, Revue K, 1990.

### Voci di enciclopedia
- Letteratura ceca, in Dizionario della letteratura mondiale del ‘900, Roma, Edizioni Paoline, 1980.
- Hašek Jaroslav, Mácha Karel Hynek in Dictionnaire universel des Littératures, Paris, Presses Universitaires de France, 1994.
- Jaroslav Hašek, in Patrimoine littéraire. Auteurs européens du premier XXe siècle, vol. 1, a cura di Jean-Claude Polet, Bruxelles, De Boeck Université, 2002, pp. 22-33.

### Articoli, prefazioni, postfazioni (selezione)
- I contorni del silenzio: l’ossimoro nella moderna poesia ceca, in Studi in onore di Ettore Lo Gatto, Roma, Bulzoni, 1980, pp. 253-263.
- I romanzi di Kundera e i problemi della comunicazione, in Strumenti critici, 1981, n. 45., pp. 308-334. ISBN 88-06-05389-2
- Introduzione, in Vítězslav Nezval, Valeria e la settimana delle meraviglie, Roma, Edizioni E/O, 1982, pp. 5-17. ISBN 88-7641-002-3
- Radici e metamorfosi del surrealismo praghese dagli anni Trenta agli anni Sessanta, in Europa orientalis, 1983, n. 2, pp.123-129.
- Les romans de Kundera, in «L’infini», n. 5, 1984, pp. 32-55. ISBN 2-207-22986-6
- Jaroslav Hašek: le cliché et le non-sens comme expression d‘un monde en dissolution, in: Jaroslav Hašek et les Aventures du brave soldat Chvéïk, Tome 58, fasc. I, Paris, Institut des Etudes Slaves, 1986, pp. 9-14.
- Hašek, autore comico e tragico di Švejk, in Saggi di Letteratura praghese, a cura di Marino Freschi, Napoli, Istituto Orientale di Napoli, 1987, pp. 1-19.
- Ritratto dell’autrice, in Věra Linhartová, Ritratti carnivori, Roma, Edizioni e/o, 1987, pp. 57-76. ISBN 88-7641-048-1
- La littérature tchèque en exil et le problème du polyglotisme, in Les effets de l'émigration et l'exil dans les cultures tchèque et polonaise, a cura di Jana Jechova e Hélene Wlodarczyk, Paris, Presses de l’Université de Paris-Sorbonne, 1987, pp. 49-60. ISBN 2-904315-40-3
- L’Univers sémiotique, les centres et les périphéries, in Centres et péripheries. Bruxelles-Prague et l‘espace culturelle européen, Textes réunis par J. Rubeš, Liège, Ed. Yellow now, 1988, pp. 33-43.
- Přesto je třeba mluvit, in Petr Král, Éra živých, München, Arkýř, 1989, pp. 163-178.
- La polyphonie dans la poésie de Vladimír Holan, in Vladimír Holan, La Revue de Belles-Lettres, 1-2 1991, pp. 209-220.
- Letteratura ceca: tra ironia e incanto, in L'Informazione bibliografica, Il Mulino, 1991, n. 2., pp. 382-289.
- L’Idiozia, una passione di Jaroslav Hašek, in Tra simbolismo e avanguardie. Studi dedicati a Ferruccio Masini, Roma, Editori Riuniti, 1992, pp. 121-128.
- La letteratura come palcoscenico, in Praga palcoscenico dell’est, a cura di A. Scandurra, Il Girasole edizioni, 1992, pp. 140-152.
- Jan Skácel, in Bílá žízeň, Třebíč, FiBox, 1993, pp. 27–30.
- Tradice pražského lingvistického kroužku v Itálii, in Světová Literárněvědná bohemistika, II, Úvahy o české literatuře. Materiály z 1. Kongresu světové literárněvědné bohemistiky, Praha, 28.-30. června 1995. pp. 484-499. ISBN 80-85778-16-5
- Nezávislá literatura a závislá kritika, in Česká nezávislá literatura po pěti letech, a cura di  F. Kautman, Praha, Primus, 1995, pp. 92-96.
- La littérature indépendante et la critique dépendante, (Sylvie Richter), in: L’Atelier di Roma, n.4, Paris, mai 1995, pp. 82-91.
- Riso e potere: Hašek, Kraus, Solženicyn, in Europa orientalis, XV, 1996, n.2, pp. 203-220.
- L'homme n'a pas ou reposer sa tête: une réflexion sur le concept de la patrie dans la poésie tchèque de la seconde moitié du XXème siècle, in Littérature et l’émigration, Textes réunis par Maria Dellaperrière, in Cultures et sociétès de l'Est, 27, ISBN 2-7204-0320-2
- Die Identität des Menschen in der Zeichenwelt, in Prager Schule: Kontinuität und Wandel. Arbeiten zur Literaturaesthetik und Poetik der Narration, a cura di W. Schwartz, Frankfurt am Main, Vervuert Verlag, 1997, pp. 347-362.
- Il labirinto del mondo e il paradiso del cuore di Jan Amos Komenský, in Letteratura e filosofia tra il Seicento e il Settecento, a cura di N. Boccara, Roma, Archivio Guido Izzi, 1999, pp. 63-69. ISBN 88-85760-79-1
- Le monde des pères et le monde sans pères. Observations sur la figure du père en tant que catégorie sémantique et littéraire dans la prose tchèque, in Modernisme en Europe centrale. Les avant-gardes, Paris, L´Harmattan, 1999, pp. 157-169. ISBN 2-7384-8591-X
- Karel Čapek, un impegno per la felicità, in L’Informazione bibliografica, Il Mulino, 1999, n. 1, pp. 7-9. ISBN 88-15-06934-8
- Giornalismo e finzione secondo Čapek, in L’Informazione bibliografica, Il Mulino, 1999, n. 3, pp. 311-313. ISBN 88-15-06934-8
- Karel Čapek, giardiniere di Dio, in Giardini, Viterbo, Sette città, 2000, pp. 177-192. ISBN 88-86091-28-1
- Antropologická konstanta v estetice a v literatuře, in Wiener Slavistisches Jahrbuch, Wien, Österreichischen Akademie der Wissenschaften, 2000, pp. 155-164.
- Z labyrintu do ráje. Komenského dílo jako cesta poznání, in Česká literatura na konci tisíciletí, Praha, Česká akademie věd, 2001, pp. 61-76. ISBN 80-85778-29-7
- La memoria come valore, come tema e come forma nella letteratura ceca degli anni novanta, Cinque letterature oggi. Russa, polacca, serba, ceca, ungherese, a cura di Annalisa Cosentino, Forum, Udine, Editrice Universitaria Udinese, 2002, pp. 403- 410. ISBN 88-8420-084-9
- Observations sur une dimension mystique chez Bohumil Hrabal, in Bohumil Hrabal, palabres et existence, Textes réunis par Xavier Galmiche, Paris, Presses Universitaires de Paris-Sorbonne, 2002, pp. 161-170. ISBN 2-84050-259-3
- Le figure del tempo nella poesia di Jan Skácel, in Russica Romana, Vol. IX, 2002, In ricordo di Michele Colucci, pp. 201-210.
- Vai, Non so dove, Porta, Non so cosa, in Fare letteratura oggi, a cura di Carla Locatelli e Oriana Palusci, Labirinti 65, Trento, Università degli Studi di Trento, 2003, pp. 115-120. ISBN 88-8443-036-4
- Kolars Interpretation des Futurismus, in Spatmoderne. Lyrik des 20 Jahrhunderts in Ost-Mittel-Europa 1, a cura di Alfrun Kliems, Ute Rasslof, Peter Zajac, Berlin, Frank und Timme, 2006, pp. 237-251. ISBN 978-3-86596-020-7
- Otázka Boha ve světě bez Boha: Nesmrtelnost a pochybování Milana Kundery, in Milan Kundera, Nesmrtelnost, Brno, Altantis, 2006, pp. 359-374. ISBN 80-7108-276-7
- Kolářův experiment s uměním: příklad futurismu, in Česká literatura, LIV, 2006/2-3, pp. 289-305.
- L’idiotie: la grande passion de Jaroslav Hašek, in De Hašek à Brecht. Fortune de la figure de Chvéïk en Europe in Les cahiers de l’ILCÉA, Textes réunis par Marie-Odile Thirouin, n. 8 – 2006, pp. 41-57. ISSN 1639-6073 (WC · ACNP)
- Il kitsch e la visione del male nei romanzi di Milan Kundera, in Nuova prosa, Quadrimestrale di prosa, nº 48, nuova serie, marzo 2008, pp. 173-185.
- La Primavera di Praga come evento culturale, in Primavera di Praga, risveglio europeo, a cura di Francesco Caccamo, Pavel Helan, Massimo Tria, Firenze, Firenze university Press, 2011, pp. 15-35, ISBN 978-88-6453-269-1
- Pokus o synchronní pohled na dílo Milana Kundery, in Co zmůže literatura, Soubor statí o díle Milana Kundery, Brno, Host, 2012, pp. 13-23. ISBN 978-80-7294-380-7
- Etica ed estetica del samizdat, in e-Samizdat, 2015.
- Rozpoznat převlek anděla tmy, intervista in Tvar, 3 aprile 2015,
- La puissance de l’impuissance, in L’Atelier du roman, n. 86, juin 2016, pp. 150-160. ISBN 978-2-0813-4847-9